# László Bárdossy
László Bárdossy de Bárdos (10. prosince 1890 Szombathely – 10. ledna 1946 Budapešť) byl maďarský diplomat a politik. Byl předsedou vlády Maďarska od dubna 1941 do března 1942. V letech 1941–1942 byl též ministrem zahraničí. Byl jedním z hlavních architektů zapojení Maďarska do druhé světové války. Připojil se k německé invazi do Jugoslávie, vyhlásil válku Sovětskému svazu a zapojil maďarské jednotky do bojů na východní frontě, vyhlásil válku i Spojenému královstvím a Spojeným státům. Po německé okupaci Maďarska v roce 1944 patřil k hlavním kolaborantům. Za to byl po válce popraven.

## Život
Vystudoval práva na univerzitách v Budapešti, Berlíně a Paříži. Svou kariéru začal v roce 1913 jako pomocný úředník na ministerstvu kultury a školství, od roku 1918 byl asistentem tajemníka. O tři roky později dosáhl hodnosti ministerského tajemníka. V únoru 1922 přešel na nově zřízené ministerstvo zahraničních věcí jako zástupce náčelníka a poté náčelníka tiskového odboru. V březnu 1930 byl jmenován poradcem maďarského vyslanectví v Londýně, později se stal chargé d'affaires. Od října 1934 byl maďarským vyslancem v Rumunsku.
Když v lednu 1941 zemřel István Csáky, Bárdossy jej nahradil ve funkci ministra zahraničních věcí v kabinetu Pála Telekiho. Telekiho kladl velký důraz na nezapojování Maďarska do druhé světové války a Bárdossy tuto jeho koncepci zpočátku respektoval, ač s ní vnitřně nesouhlasil. Na rozdíl od Telekiho si byl totiž jistý, že válka skončí německým vítězstvím.
25. března Jugoslávci přistoupili k Ose, ale o dva dny později byla jugoslávská vláda svržena vojenským převratem. Adolf Hitler okamžitě nařídil přípravu útoku na Jugoslávii. Povolal maďarského velvyslance v Berlíně Döme Sztójaye a řekl mu, že Německo by se nebránilo žádným maďarským revizionistickým nárokům na jugoslávské území, tedy zejména na Chorvatsko (ačkoli souběžně vydával sliby podpory nezávislosti chorvatským Ustašovcům). Horthy reagoval nadšeně a byl ochoten se bezpodmínečně připojit k plánované invazi do Jugoslávie, ale Bárdossy a Teleki ho přesvědčili, aby svůj postoj zmírnil a připomněli mu, že Maďarsko a Jugoslávie před nedávnem podepsali smlouvu o věčném přátelství. Jejich postoj byl, že je nutno počkat, zda se Jugoslávie nerozpadne, a teprve kdyby Chorvatsko vyhlásilo nezávislost, mohli by Maďaři vstoupit na jeho a jiné jugoslávské území s argumentem ochrany maďarské menšiny. Když však Hitler požádal o povolení zahájit jeden ze svých obrněných útoků proti Jugoslávii přes maďarské území, Teleki nebyl schopen Horhyho přemluvit, aby s tím nesouhlasil. Teleki dospěl k závěru, že se tím Maďarsko neodvolatelně zostudilo a 3. dubna se zastřelil. Ve svém dopise na rozloučenou napsal: "Stali jsme se porušiteli svého slova – ze zbabělosti... Postavili jsme se na stranu darebáků... Budeme lupiči mrtvol a nejohavnějším z národů." Horthy pak nařídil mobilizaci dvou armádních sborů. Premiérský post nejprve nabídl Keresztes-Fischerovi, ale když to odmítl, vybral si Bárdossyho pro jeho jasné proněmecké postoje. 6. dubna Německo napadlo Jugoslávii. Bárdossy a Horthy dovolili Němcům zahájit část jejich invaze z maďarského území. 10. dubna byl vyhlášen Nezávislý stát Chorvatsko. Vzápětí Horthy vydal směrnici maďarské armádě, která jí nařizovala intervenovat v Jugoslávii za účelem ochrany maďarské menšiny. Na základě toho maďarská armáda překročila 11. dubna jugoslávské hranice. 13. dubna obsadily 1. a 2. maďarská motorizovaná brigáda Novi Sad, poté se tlačily na jih přes Dunaj do Sremu a 18. dubna dobyly chorvatská města Vinkovci a Vukovar. O den později dobyly srbské město Valjevo. Jiné maďarské síly obsadily oblasti Zámuří a Mezimuří. Britové ostře protestovali, přesto Winston Churchill ještě několik měsíců nevyhlásil Maďarsku válku, ač na něj v tom směru tlačili ministr zahraničí Anthony Eden i sovětský vůdce Stalin. Obsazená území Maďarsko anektovalo.

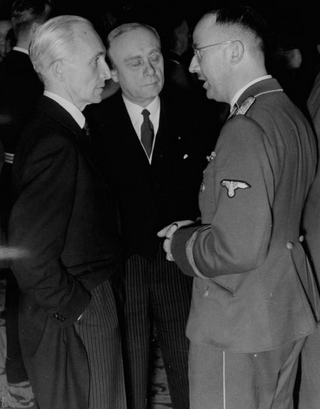
Zleva Bárdossy, Döme Sztójay a Heinrich Himmler

22. června 1941 Německo napadlo Sovětský svaz. O čtyři dny později byly Košice, tehdy ovládané Maďarskem, bombardovány třemi neidentifikovanými letadly. Jedna bomba nevybuchla a bylo zjištěno, že je sovětského původu. Sovětský svaz popřel, že šlo o jeho stroje (otázka odpovědnosti nebyla nikdy uspokojivě dořešena). Horthy se přesto bez konzultace s Bárdossym vyslovil pro "odvetná opatření". Bárdossy to pochopil tak, že Horthy chce válku se Sovětským svazem, a tak narychlo svolal vládu, která konstatovala, že Maďarsko vypovídá válku Sovětům. Horthy následně tvrdil, že ho Bárdossy postavil před hotovou věc, a že porušil maďarskou ústavu, která vyžadovala, aby premiér před vyhlášením války získal souhlas parlamentu. Na východní frontu pak zamířila po německém boku 2. maďarská armáda.
Na konci listopadu 1941 Británie doručila Maďarsku ultimátum, v němž uváděla, že pokud do 5. prosince nestáhne své síly ze Sovětského svazu, vyhlásí mu Británie válku. Bárdossy nepodnikl žádné kroky, aby vyhověl, takže o půlnoci 6. prosince vstoupil v platnost válečný stav. O čtyři dny později vyhlásilo Německo válku Spojeným státům. Bárdossy se zdráhal ho následovat, navzdory německým očekáváním, že tak Maďarsko učiní. Na místo toho vláda navrhla jen přerušení diplomatických styků s USA. To neuspokojilo Němce ani Italy, kteří dali jasně najevo svá očekávání. Bárdossy věděl, že není schopen získat s vyhlášením války souhlas parlamentu nebo Horthyho. Nakonec jednal na vlastní pěst a 15. prosince oznámil válečný stav se Spojenými státy na parlamentním výboru pro zahraniční věci.
Jako vášnivý antisemita Bárdossy v srpnu 1941 uzákonil třetí židovský zákon, který byl oproti dvěma předchozím postaven na rasové definici židovství dle vzoru Norimberských zákonů, a zakazoval Židům uzavírat sňatky nebo mít pohlavní styk s Nežidy. Bárdossy také schválil politiku deportací Židů z území zabraného Jugoslávii a povolil vyvraždění tisíců Židů v Novém Sadu či v Kamenci Podolském.
7. března 1942 si Horthy vynutil Bárdossyho rezignaci ve prospěch umírněnějšího Miklóse Kállaye. Přesný důvod, proč se Horthy rozhodl odstranit Bárdossyho, není jasný. Obvykle se soudí, že Horhy shledal, že Bárdossy příliš ustupuje Německu a jedná za jeho zády. Tradičním konzervativcům, k nimž Horthy v zásadě patřil, se také nelíbila Bárdossyho poddajnost maďarské krajní pravici. Faktorem mohly být i rostoucí ztráty na východní frontě. Jiní historici soudí, že se Horthy nikdy nesmířil s tím, že se Bárdossy postavil proti jeho plánu, aby se po jeho smrti stal regentem jeho syn, Miklós Horhy mladší.
Po odvolání z funkce předsedy vlády se Bárdossy v roce 1943 stal předsedou Fašistické sjednocené křesťanské národní ligy. Po německé okupaci Maďarska v roce 1944 Bárdossy a jeho lidé spolupracovali s kolaborantským premiérem Döme Sztójayem. Později spolupracovali i se Stranou Šípových křížů Ference Szálasiho, která uchopila moc. Po vstupu sovětských jednotek na maďarské území Bárdossy uprchl z Maďarska. Nejprve do Bavorska, poté do rakouského Innsbrucku. 24. dubna 1945 získal vstupní vízum do Švýcarska a krátce žil v tamním uprchlickém táboře. Švýcarská vláda ho však 4. května 1945 deportovala zpět do Německa. Tam byl okamžitě zatčen Američany. 3. října 1945 byl vydán do Maďarska. Mezi 19. říjnem 1945 a 3. listopadem 1945 byl souzen mimořádným lidovým soudem. Byl shledán vinným z válečných zločinů a spolupráce s nacisty, odsouzen k smrti a popraven zastřelením dne 10. ledna 1946.